# 1918 год в науке
В 1918 году были различные научные и технологические события, некоторые из которых представлены ниже.

## События
- 23 января — Частное солнечное затмение (максимальная фаза 0,7254)[1].
- 6 мая — Построена Доминьонская астрофизическая обсерватория в городе Виктория (Британская Колумбия), Канада[2].
- 19 июня — Частное солнечное затмение (максимальная фаза 0.4729)[3].
- 24 июня — Частное лунное затмение в экваториальной зоне Земли (фаза 1,02)[4].
- 19 июля — Частное солнечное затмение (максимальная фаза 0,0863)[5].
- 14 декабря — Кольцеобразное солнечное затмение (максимальная фаза 0,9791)[6].
- 1 декабря — Создан Центральный аэрогидродинамический институт (ЦАГИ), который возглавил Н. Е. Жуковский[7].
- 17 декабря — Полутеневое лунное затмение в южном полушарии (фаза −0,17)[4].

### События без точных дат
- Упразднено Еврейское литературно-научное общество

## Открытия

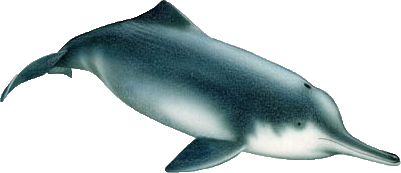

- В Китае открыт речной дельфин.

## Награды
- Ломоносовская премия[8]:53-108
  - А. А. Брандт за труд «Основания термодинамики»[9].
- Нобелевская премия:
  - Физика — Макс Карл Эрнст Людвиг Планк (присуждена в 1919 г.), «В знак признания его заслуг в развитии физики благодаря открытию квантов энергии».
  - Химия — Фриц Габер (присуждена в 1919 г.), «За синтез аммиака из составляющих его элементов».
  - Физиология и медицина — Премия не вручалась

## Родились
- 11 мая — Ричард Фейнман американский физик. Один из создателей квантовой электродинамики (ум. 1988).
- 7 июля — Роберт Рассел Ньютон, американский физик, астроном и историк науки.
- 9 октября — Алла Генриховна Масевич, советский астроном.
- 25 октября — Тамара Михайловна Смирнова, астроном Крымской астрофизической обсерватории.

## Скончались
- 24 июня – Фредерик Пирсон Тредуэлл, швейцарский химик-аналитик (род. в 1857).
- 16 октября — Николай Яковлевич Цингер, русский астроном, геодезист и картограф,
- 22 октября — Дмитрий Иванович Дубяго, русский астроном.